# 全球暖化否定說

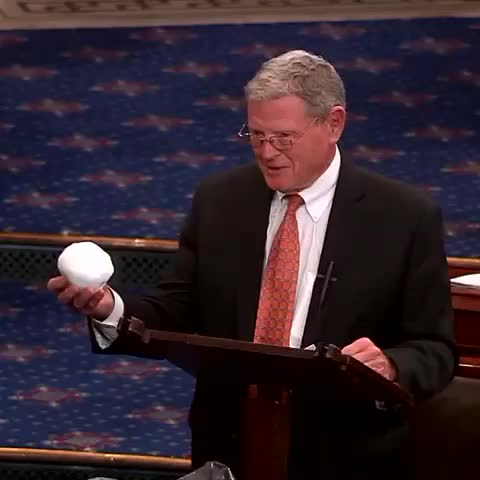
在2015年2月26日的美国参议院議場內，共和黨參議員吉姆·英霍夫拿著一團雪球，試圖證明全球暖化不存在。而當年紀錄發現地球溫度再創新高。戈達德太空研究所主任則回應指出當地的短期氣候變化，與全球的長期溫度趨勢，存在相當大的區別。

全球暖化否定說（英語：Global warming denial）或氣候变遷否定论（英語：Climate change denial）是指相關團體活動、個人行為，否定科學界公認存在的氣候变化現象。持此說的人士、集團或組織，大致包含有以下行為：否認人為導致氣候变化的現象、否認人類行為導致全球暖化、默認氣候变化為實但反對採取抑制措拖。有些持氣候变遷否定說的人士，把自己定位為氣候变遷懷疑論者，但這並不符合科學對懷疑論的標準，因此科學界普遍將此類人士仍歸納為氣候变遷否定者。
目前有強烈的科學共識認為，人類經濟活動造成近幾十年的全球暖化，對於「在近幾十年，人為造成的全球暖化存在，並正在發生」是事實的這點，在學術界當中是沒有爭議的。超過97%的氣候科學家認為「全球暖化存在，且人類活動極有可能是導致近半個世紀的全球暖化現象的主要原因」。近年大眾對地球暖化的重視程度明顯提升。

## 全球暖化否定活動及成因
科學界普遍認定，全球暖化不但是已存在的事實，而且從各種科學根據來看，最主要是由人為活動產生二氧化碳及甲烷的排放、加劇溫室效應所造成，因此直接規範二氧化碳及甲烷的排放，應可極有效地減少溫室效應、改善全球暖化的現象。
但規範二氧化碳及甲烷的排放，會造成特定工業及利益團體的損失，因此由工業界、政治界、特定意識形態之利益團體所鼓吹，保守媒體及批判博克所支持的各種全球暖化否定活動，在近幾十年來大規模展開，目的是要讓一般大眾，對科學界公認存在之全球暖化產生懷疑或不確定感，以封殺可扼制全球暖化的諸多政策。這些活動在美國最為活躍，被稱為「否認機器」（Denial machine） 。
部分活動根據各種不實的證據，利用工業界資助的美國少數科學家和保守派媒體，來否認全球暖化，公開指稱全球暖化是騙局。
有數據統計，超過90%質詢全球暖化現象的論述，都是由右翼智囊團所出，而相關團體或個人因為這些全球暖化否定活動，加起來每年約有9億美金的收入。這些團體為數上百，他們公然無視全球暖化會帶來重大人類及生態災害的科學證據、進行各種為利益團體所金援策動的全球暖化否定活動，常常被拿來與早期那些由煙草工業金援、漠視科學證據、矢口否定煙草對人體有害的否定活動相提並論。

## 主要推動者及著名例子
大力推動全球暖化否定活動的，有許多煉油工業等利益團體在背後大量金援，其中代表的有艾克森美孚石油公司以及以煉油工業致富的柯克家族基金會等。其活動繁不勝舉，而較為人所知的例子其中有如下：
1. 在2007年政府間氣候變化專門委員會的報告中指出，美國企業機構（英语：American Enterprise Institute）提供世界各地願意發表「全球暖化否定說」的科學家一萬美元做為酬勞、並支付其旅遊費用。美國企業機構從艾克森美孚石油公司收受了160萬美金，其機構基金會的副董事長便是艾克森美孚石油公司前任總裁[24]。
2. 英國皇家学会的研究調查顯示，埃克森美孚石油公司曾給美國諸多團體290萬美元，來誤導大家對全球暖化的認知；其中有39個團體公然曲解科學界的證據，來否定全球暖化。[25][26]
3. 2015年時，媒體發現一位持全球暖化否定說的著名馬裔美籍科學家宋威利（英语：Willie Soon）自埃克森美孚及其他油業相關機構收取高達125萬美元的獻金，其所屬機構哈佛－史密松天體物理中心對外發表道歉申明，承認此舉為重大錯誤[27][28]。
4. 著名演員里安納度·狄卡比奧於其2016年記錄片《洪水來臨前》中，曾訪問著名的曲棍球棒氣象圖發表者、氣象學家麥可·曼恩（英语：Michael E. Mann）。曼恩稱其發表研究成果證明沒有先例、劇烈的全球暖化確實在近幾十年來發生後，受到來自各方的嚴厲抨擊，包含媒體、國會、甚至受到人身威脅。而這些行為的背後策動者，就是有相關石油工業的利益團體及保守派智庫。[29]

## 政治
在2016年美國總統選舉，日益嚴重的全球暖化也成為爭議的重要議題。民主黨承認全球暖化是人為因素所造成的，一直支持政府採取更多環保措施以達至減排。共和黨一直不承認人為造成的全球暖化，並認為更多的環境保護措施，包括減排措施會損害美國經濟，並打擊美國的非再生能源行業，包括煤礦工業。
選舉期間，共和黨候選人唐納德·特朗普認為全球暖化是「中國人設計的騙局，目的是為要害美國製造業失去競爭力」，幾乎全球的科學家都反對他的說法，並引發大量學術團體、環保團體非政府組織的上街抗議活動。在美國起草的TPP中，便利用擁有再生能源技術優勢這點設定門檻，來讓高污染的中國參與貿易時吃閉門羹。此外，據美國政治媒體報導，由於擔心全球暖化造成海平面上升會淹沒他在愛爾蘭經營的豪華高爾夫球場，曾一度疾呼要在美墨邊境築牆的川普，現在決定要建造一座高牆，用以圍堵日益升高的海平面。